# Per-Mathias Høgmo
Per-Mathias Høgmo (født 1. december 1959) er en norsk fodboldtræner, som i dag er sportslig leder for Fredrikstad FK, men som tidligere har været norsk landstræner for både kvinder og mænd. Høgmo har desuden været træner i Tromsø, Rosenborg og svenske Djurgården
Han var træner for Norges kvindefodboldlandshold i perioden 1997-2000, og han var således med til at sikre holdet guld ved OL 2000 i Sydney. Høgmo afløste Egil Roger Olsen efter dennes fyring 27. september 2013 som træner for Norges herrefodboldlandshold, og han sad på denne post frem til 2016. I sin tid som herrelandstræner opnåede han ti sejre i 35 kampe.
Høgmo har desuden i en periode været chef for det norske fodboldforbund og været ekspertkommentator hos NRK. Han har en doktorgrad i fodbold fra Universitetet i Tromsø.